# Équation différentielle linéaire d'ordre deux
Une équation différentielle linéaire d'ordre 2 est une équation différentielle de la forme :
{\displaystyle a\,y''+b\,y'+c\,y=d}
où {\displaystyle y} est une fonction inconnue (d'une variable) et {\displaystyle a}, {\displaystyle b}, {\displaystyle c} et {\displaystyle d} quatre fonctions données (de la même variable). La variable et les fonctions peuvent être réelles ou complexes.
Ces équations différentielles ne peuvent pas toutes être résolues explicitement mais plusieurs méthodes existent pour résoudre celles qui peuvent l'être, ou à défaut pour en étudier les solutions qualitativement. Les plus fréquentes et les plus simples à résoudre sont les équations à coefficients constants (où {\displaystyle a}, {\displaystyle b} et {\displaystyle c} sont des constantes).
La linéarité de l'équation a pour conséquence qu'il est possible d'appliquer des procédés de superposition de solutions, et d'exploiter des résultats d'algèbre linéaire. Un rôle particulier est dévolu aux équations différentielles homogènes (où d = 0). Il existe une théorie générale des équations différentielles linéaires (vectorielles), mais celles étudiées dans cet article comptent parmi les plus simples et les plus fréquemment rencontrées, notamment en physique.

## Équation différentielle homogène
L'équation est homogène lorsque d = 0. Dans ce cas, une somme de deux solutions de l'équation est encore solution, ainsi que le produit d'une solution par une constante. L'ensemble des solutions est donc un espace vectoriel et contient notamment une solution évidente, la fonction nulle.

### À coefficients constants
Elles sont de la forme {\displaystyle ay''+by'+cy=0} où a, b et c sont réels ou complexes, a non nul (on peut toujours, en divisant par a, se ramener au cas a = 1).
On les rencontre, entre autres, dans la modélisation de mouvement avec force de rappel (type ressort), avec ou sans amortissement ou pendule idéal ou encore dans les circuits électriques comportant une inductance et un condensateur.
On cherche des solutions sous forme exponentielle, c'est-à-dire telles que f(x) = eλx. Une telle fonction sera solution de l'équation différentielle si et seulement si λ est solution de
{\displaystyle a\lambda ^{2}+b\lambda +c=0.~}
Cette équation est appelée équation caractéristique de l'équation différentielle.

#### Cas réel
Il s'agit du cas où les coefficients sont des réels et où les solutions sont cherchées parmi les fonctions à valeurs réelles.
Comme pour toute équation du second degré, trois cas se présentent selon le signe du discriminant Δ de l'équation caractéristique.

##### SiΔ > 0
L'équation caractéristique possède deux solutions réelles λ1 et λ2.
Les solutions sont alors les fonctions définies sur ℝ par {\displaystyle f(x)=A{\rm {e}}^{\lambda _{1}x}+B{\rm {e}}^{\lambda _{2}x}} où A et B sont deux réels.
Pour déterminer ces deux constantes, il est naturel de donner deux informations sur la fonction.
- Cela se fait en général en donnant des conditions initiales en un point x0, c'est-à-dire en précisant les valeurs y0 et y'0 de y et y' à cet instant. Dans ce cas l'existence et l'unicité de la solution vérifiant ces conditions initiales sont garanties[7].
- Pour de nombreux problèmes physiques, il est fréquent de donner des conditions aux limites en précisant les valeurs y1 et y2 aux instants x1 et x2[8]. Il y a alors fréquemment existence et unicité des solutions, mais ce n'est pas toujours vrai.

##### SiΔ = 0
L'équation caractéristique a une solution double λ.
Les solutions sont alors les fonctions f définies sur ℝ par {\displaystyle f(x)=(Ax+B){\rm {e}}^{\lambda x}} où A et B sont des réels quelconques.
Pour déterminer A et B, il faut, comme dans le cas précédent posséder deux informations sur f.

##### SiΔ < 0
L'équation caractéristique a deux solutions complexes conjuguées distinctes, u + iv et u - iv.
Les solutions sont alors les fonctions f définies sur ℝ par
{\displaystyle f(x)={\rm {e}}^{ux}(A\cos(|v|x)+B\sin(|v|x))} où A et B sont deux réels quelconques.
Remarque : on peut écrire cette solution sous la forme : {\displaystyle f(x)=q{\rm {e}}^{ux}\cos(|v|x+r)}, q et r sont deux réels quelconques (cette forme est parfois plus pratique). On peut également changer la fonction cosinus en fonction sinus, la solution restant correcte.
La détermination de A et B (ou q et r) se fait, comme dans les cas précédents, par la donnée de deux informations sur f.

#### Cas complexe
Dans le cas où les coefficients sont complexes et où les solutions sont cherchées parmi les fonctions de la variable réelle à valeurs complexes, il ne reste alors que deux cas à étudier :
- Si le discriminant est non nul, l'équation caractéristique possède deux racines distinctes : λ1 et λ2 et les fonctions de ℝ dans ℂ solutions de l'équation différentielle sont les fonctions définies par {\displaystyle f(x)=C_{1}{\rm {e}}^{\lambda _{1}x}+C_{2}{\rm {e}}^{\lambda _{2}x}} où C1 et C2 sont deux complexes quelconques.
- Si le discriminant est nul, l'équation caractéristique ne possède qu'une seule solution λ et les solutions sont les fonctions f définies sur ℝ par {\displaystyle f(x)=(Ax+B){\rm {e}}^{\lambda x}} où A et B sont des complexes quelconques.

La détermination des constantes se fait, comme dans les cas précédents, par la donnée de deux informations sur f.

### Équation à coefficients non constants
Il s'agit d'une équation de la forme {\displaystyle ay''+by'+cy=0}, où cette fois a, b et c sont des fonctions numériques, supposées continues sur l'intervalle d'étude I, la fonction a ne s'annulant en aucun point de I (on peut toujours, en divisant par a, se ramener au cas a = 1).
Il n'existe pas d'expression générale des solutions d'une telle équation. C'est pour cette raison qu'au XIXe siècle furent introduites de nombreuses fonctions spéciales (fonctions de Bessel, fonction d'Airy…) définies comme solutions d'équations qu'il est impossible de résoudre explicitement. Toutefois, dès lors qu'une solution particulière (non nulle) de l'équation est connue, il est possible de la résoudre complètement.

#### Le théorème de structure
Le théorème de Cauchy-Lipschitz affirme que l'ensemble S des solutions de l'équation constitue un espace vectoriel de dimension deux. Dès lors, résoudre l'équation différentielle revient à exhiber deux fonctions solutions non proportionnelles : elles formeront une base de l'espace S de solutions. Une telle base est appelée système fondamental de solutions.
En outre, pour tout point x0 de I, l'application de conditions initiales en x0
{\displaystyle {\begin{matrix}S&\longrightarrow &\mathbb {R} ^{2}\\y&\longmapsto &(y(x_{0}),y'(x_{0}))\end{matrix}}}
constitue un isomorphisme d'espaces vectoriels.

#### Le wronskien
Étant donné deux solutions {\displaystyle y_{1},y_{2}} de l'équation, leur wronskien est défini comme la fonction
{\displaystyle W(x)={\begin{vmatrix}y_{1}(x)&y_{2}(x)\\y'_{1}(x)&y'_{2}(x)\end{vmatrix}}=y_{1}(x)y'_{2}(x)-y_{2}(x)y'_{1}(x)}
En utilisant les propriétés d'annulation du déterminant, l'isomorphisme de conditions initiales peut être réécrit en termes de wronskien : les deux solutions forment un système fondamental si et seulement si leur wronskien est non nul en un point. Et dans ce cas, le wronskien ne s'annule en aucun point.
Un calcul direct montre que le wronskien de deux solutions vérifie la relation
{\displaystyle W'(x)=-{\frac {b(x)}{a(x)}}W(x)}
qui est un cas particulier de la formule de Liouville.
Il s'agit d'une équation différentielle linéaire d'ordre 1 (sans second membre) qu'on sait résoudre. Donc la valeur du wronskien est connue, à une constante multiplicative près en notant A une primitive de la fonction {\displaystyle -{\frac {b}{a}}}, on obtient {\displaystyle W(x)=W_{0}{\rm {e}}^{A(x)}} pour une certaine constante W0.

#### Application à la résolution
Une application fondamentale de cette propriété est la possibilité de résoudre l'équation si une solution y1 non nulle est connue. En effet la relation {\displaystyle W(x)=y_{1}(x)y'_{2}(x)-y_{2}(x)y'_{1}(x)} peut maintenant se lire comme une nouvelle équation différentielle linéaire d'ordre 1, d'inconnue y2.
Exemple
Soit l'équation {\displaystyle x^{2}y''-xy'+y=0} à résoudre sur {\displaystyle ]0,+\infty [.}
Il s'agit bien d'une équation vérifiant les conditions demandées avec les fonctions a, b, c continues sur l'intervalle d'étude et a jamais nulle. La fonction définie par y1(x) = x est solution évidente. Le wronskien vérifie l'équation {\displaystyle W'(x)={\frac {1}{x}}W(x)} ; il est de la forme{\displaystyle W(x)=W_{0}x=xy'_{2}(x)-y_{2}(x)}
C'est bien une équation différentielle linéaire d'ordre 1, avec la fonction x non nulle sur l'intervalle. Elle a une solution de la forme{\displaystyle y_{2}(x)=W_{0}x\ln x+Ax}
où A est une nouvelle constante arbitraire. Nous venons d'établir que toutes les solutions de l'équation d'ordre 2 initialement considérée sont de cette forme, on y reconnaît bien la description d'un espace vectoriel de dimension 2 de solutions, un système fondamental étant donné par les solutions {\displaystyle y_{1}:x\mapsto x} et {\displaystyle x\mapsto x\ln x}.

## Équation avec second membre

### Application du principe de superposition
Lorsque l'équation différentielle possède un second membre (d est une fonction non nulle), il reste possible d'exploiter ce qui précède. L'équation obtenue en remplaçant d par la fonction nulle est appelée équation homogène associée à l'équation différentielle ; on la suppose résolue.
Il suffit alors de trouver une solution y0 de l'équation avec second membre, pour les connaître toutes. En effet, les solutions de l'équation différentielle sont les fonctions y0 + g où g est une solution générale de l'équation homogène associée.
Si le second membre d est la somme de deux fonctions d1 et d2 : {\displaystyle ay''+by'+cy=d_{1}+d_{2}}, on peut chercher une solution particulière s1 de l'équation différentielle de second membre d1 : {\displaystyle ay''+by'+cy=d_{1}}, puis une solution particulière s2 de l'équation différentielle de second membre d2 : {\displaystyle ay''+by'+cy=d_{2}}.
La somme s = s1 + s2 de ces deux solutions particulières est solution particulière de l'équation de départ.
Ce principe se généralise facilement au cas où d est la somme de plus de deux fonctions.
On remarquera que les constantes d'une solution doivent être déterminées en toute fin de résolution, lorsque l'on a additionné la solution générale de l'équation homogène et la (ou les) solution(s) particulière(s) de l'équation (ou des équations) inhomogènes.

### Recherche de solutions ayant une forme particulière
Si a, b et c sont des constantes (a non nul) et si d est produit d'une fonction polynomiale, d'une fonction trigonométrique et d'une fonction exponentielle, on cherche une solution particulière de la même forme. Plus précisément :
Si d est de la forme
où A et B sont des polynômes de degré inférieur ou égal à n et où m et ω sont des réels, il existe une unique[réf. nécessaire] solution de la forme
où α et β sont des polynômes de degré inférieur ou égal à n et p peut prendre trois valeurs :
| Par rapport à l'équation caractéristique               | Valeur de p |
| ------------------------------------------------------ | ----------- |
| m + iω n'est pas racine de l'équation caractéristique  | p = 0       |
| m + iω est racine simple de l'équation caractéristique | p = 1       |
| m + iω est racine double de l'équation caractéristique | p = 2       |

Ceci inclut le cas où les « polynômes » A et B sont simplement des constantes (n = 0), dont l'une peut être nulle, et/ou d ne contient pas d'exponentielle (m = 0) et/ou pas de fonction trigonométrique (ω = 0).
Des considérations physiques (oscillations forcées, résonance) peuvent aussi guider vers une forme particulière de solution.

### Méthode générale
Il existe un procédé systématique de recherche des solutions, connu sous le nom de méthode de variation des constantes. Elle peut être justifiée par la théorie générale des équations différentielles linéaires.
Soit l'équation {\displaystyle y''+a(x)\cdot y'+b(x)\cdot y=d(x)}, soient deux solutions {\displaystyle y_{1},y_{2}} indépendantes de l'équation homogène (donc un système fondamental de solutions). Alors les solutions de l'équation avec second membre sont les fonctions de la forme {\displaystyle y=\lambda \cdot y_{1}+\mu \cdot y_{2}\,}, où les fonctions {\displaystyle \lambda ,\mu } sont de classe {\displaystyle {\mathcal {C}}^{1}} et données par le système
{\displaystyle \forall x\in I,\qquad {\begin{cases}\lambda '(x)\cdot y_{1}(x)+\mu '(x)\cdot y_{2}(x)&=0\\\lambda '(x)\cdot y'_{1}(x)+\mu '(x)\cdot y'_{2}(x)&=d(x)\end{cases}}}
Dans la pratique, on écrira donc ce système, qui admet une solution pour chaque x. Les fonctions solutions peuvent être primitivées et on obtient non seulement une mais toutes les solutions de l'équation avec second membre (si l'on prend en compte les constantes d'intégration dans ce système).
Remarque. Si une fonction multiplie {\displaystyle y''} , on pourra diviser toute l'équation par cette fonction afin de revenir au cas étudié ici.

## Les équations différentielles linéaires d'ordre deux en physique
Les équations d'ordre deux sont sans doute les équations différentielles les plus utilisées dans les domaines les plus variés. En particulier, les problèmes de dynamique basés sur la deuxième loi de Newton aboutissent à une équation du deuxième ordre (ou plusieurs) dans laquelle le produit de la masse d'un corps par son accélération est égal à la somme des forces appliquées.
Sauf éventuellement des équations de la physique fondamentale[réf. souhaitée], aucune équation représentant un phénomène réel n'est vraiment linéaire. Néanmoins l'hypothèse des petits mouvements permet souvent de négliger des petits termes non linéaires et les méthodes évoquées ci-dessus s'appliquent pour donner une solution « exacte ». C'est un problème classique dans divers domaines techniques (voir Systèmes oscillants à un degré de liberté).
Dans les cas où les mouvements ne peuvent plus être considérés comme infiniment petits, il arrive fréquemment que le système soit soumis à des forces bien individualisées : une force de rappel qui ne dépend que du mouvement, une force d'amortissement qui ne dépend que de la vitesse et une force extérieure qui ne dépend ni de l'un ni de l'autre. Dans ces conditions il existe des techniques de linéarisation qui permettent de calculer des coefficients adaptés à l'amplitude de l'excitation.
Enfin, on rencontre parfois des cas beaucoup plus compliqués dans lesquels on ne peut séparer les différentes forces. Par exemple, la force extérieure dépend de la position du système au même instant, éventuellement selon une loi très compliquée. Dans ces conditions les solutions analytiques doivent faire place à des solutions numériques. Parmi celles-ci, la méthode de Newmark présente une mise en œuvre très simple, une grande souplesse et une convergence sans trop de difficultés.

### Exemple
En physique, on utilise souvent l'équation différentielle
{\displaystyle {\frac {d^{2}x}{dt^{2}}}+2\lambda {\frac {dx}{dt}}+\omega _{0}^{2}x=y}
L'équation différentielle homogène associée
{\displaystyle {\frac {d^{2}x}{dt^{2}}}+2\lambda {\frac {dx}{dt}}+\omega _{0}^{2}x=0}
possède selon le signe de {\displaystyle \lambda ^{2}-\omega _{0}^{2}} les solutions suivantes :
- {\displaystyle \lambda ^{2}>\omega _{0}^{2}:x(t)={\rm {e}}^{-\lambda t}\left(A{\rm {e}}^{\alpha t}+Be^{-\alpha t}\right)}, avec {\displaystyle \alpha ={\sqrt {\lambda ^{2}-\omega _{0}^{2}}}}, dit régime apériodique,
- {\displaystyle \lambda ^{2}=\omega _{0}^{2}:x(t)={\rm {e}}^{-\lambda t}\left(At+B\right)}, dit régime critique,
- {\displaystyle \lambda ^{2}<\omega _{0}^{2}:x(t)={\rm {e}}^{-\lambda t}\left(A\cos(\omega t)+B\sin(\omega t)\right)}, avec {\displaystyle \omega ={\sqrt {\omega _{0}^{2}-\lambda ^{2}}}}, dit régime pseudo-périodique.

On note aussi cette équation différentielle {\displaystyle {\ddot {x}}+2\lambda {\dot {x}}+\omega _{0}^{2}x=y} (en fonction du temps).
On peut également avoir une équation différentielle de la forme {\displaystyle a{\ddot {x}}+b{\dot {x}}+cx=d}. Dans ce cas, {\displaystyle 2\lambda ={\frac {b}{a}},\omega _{0}^{2}={\frac {c}{a}}} et {\displaystyle y={\frac {d}{a}}}.

## Théorie de Sturm-Liouville
La théorie de Sturm-Liouville étudie le cas particulier des équations différentielles linéaires de la forme
{\displaystyle -{d \over dx}\left[p(x){dy \over dx}\right]+q(x)y=\lambda w(x)y,}
dans laquelle le paramètre {\displaystyle \lambda } fait partie comme la fonction y des inconnues. Cette équation est fréquemment posée sur un segment [a , b] et accompagnée de conditions « au bord » reliant les valeurs {\displaystyle y(a),y'(a),y(b),y'(b)}. Les solutions λ et y du problème apparaissent alors comme valeur propre et vecteur propre d'un certain opérateur autoadjoint dans un espace de Hilbert. Le résultat principal de la théorie est l'existence d'une base hilbertienne de vecteurs propres associés à des valeurs propres formant une suite strictement croissante (Théorème de Riesz-Fredholm).
Par multiplication par un facteur intégrant convenable, toute équation différentielle linéaire d'ordre deux peut être mise sous la forme d'une équation de Sturm-Liouville.